# Egmontpaleis

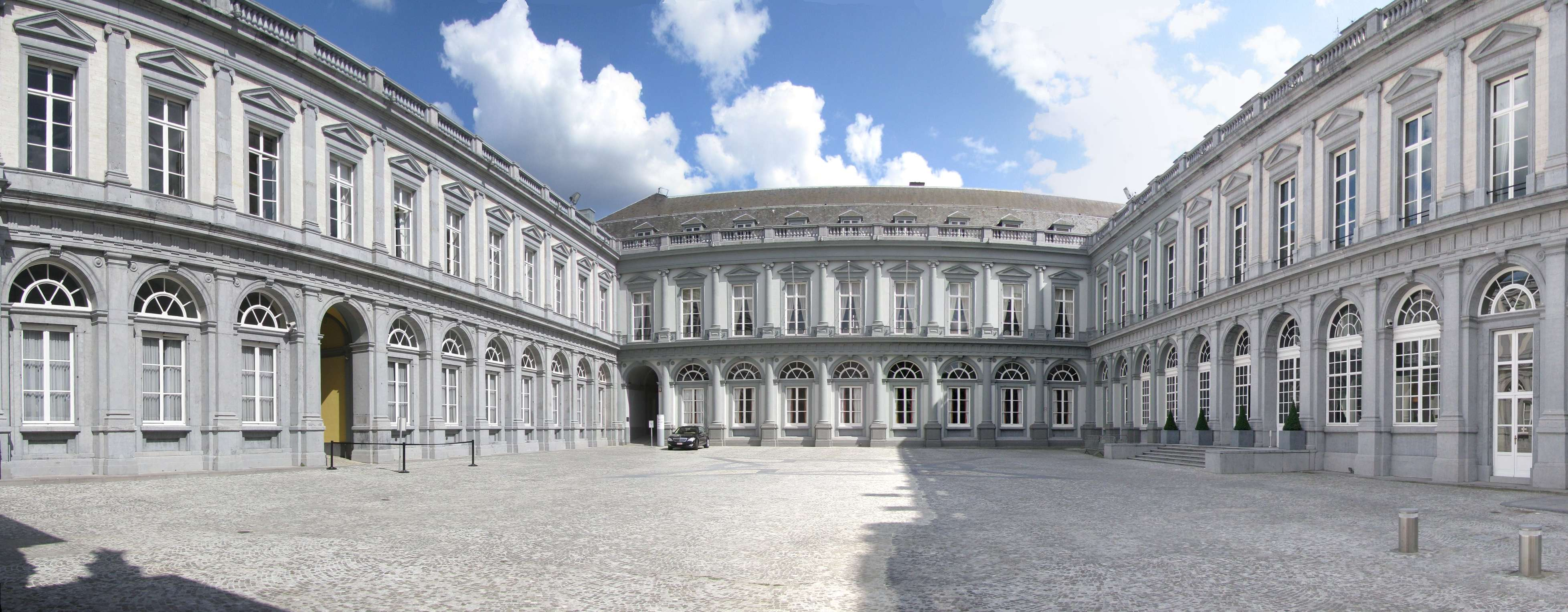
De achtergevel van het Egmontpaleis aan de Kleine Zavel. Ondanks de latere transformaties (dichtmaken van de rondboogarcades, toevoegen van een balustrade en attiek) is het een uniek voorbeeld van 16e-eeuwse Italiaanse renaissance in Brussel. De vleugels links en rechts zijn later gebouwd in dezelfde stijl, zij het met pilasters in plaats van halfzuilen.

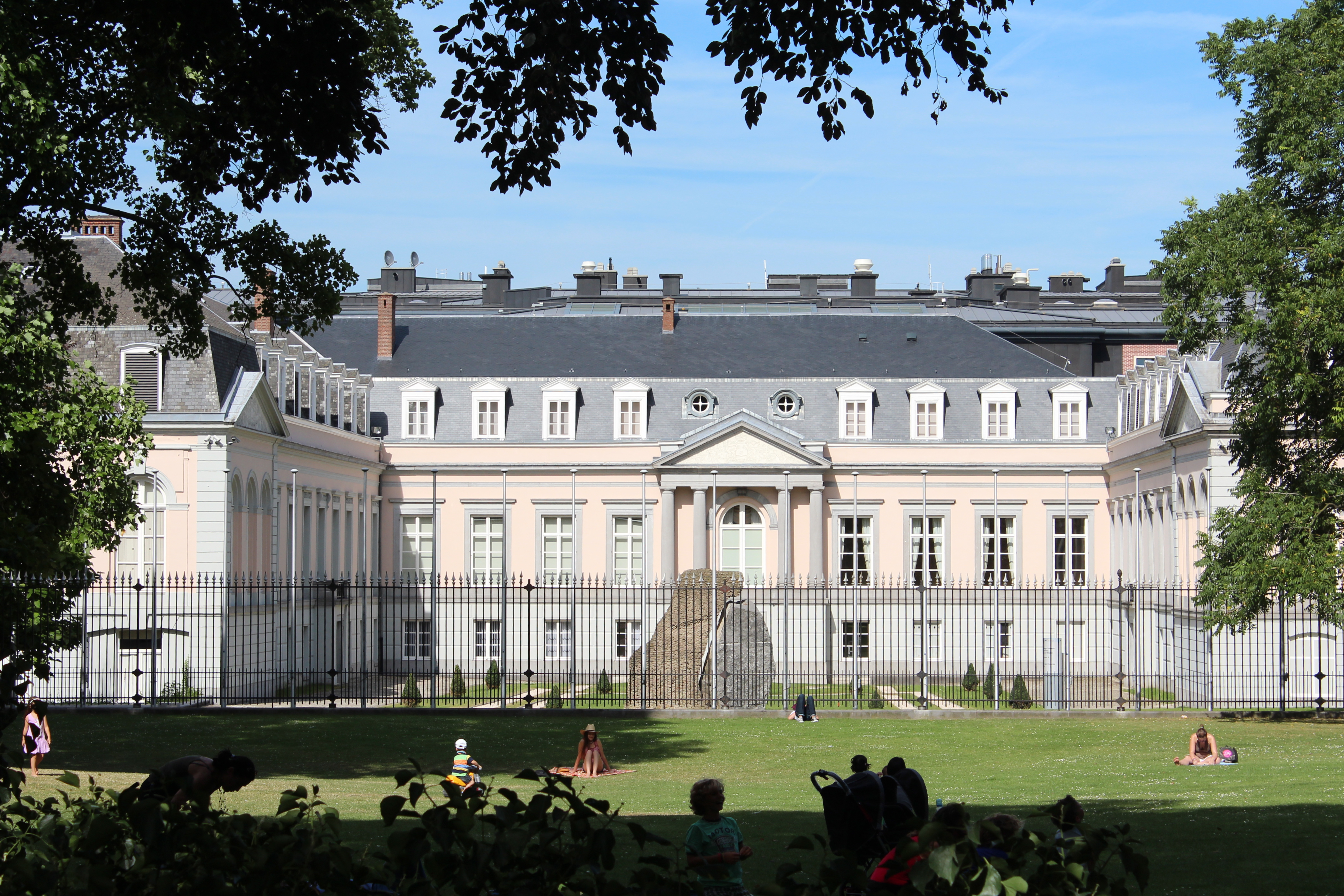
De voorste vleugel van architect Giovanni Niccolò Servandoni (18e eeuw) aan het Egmontpark.

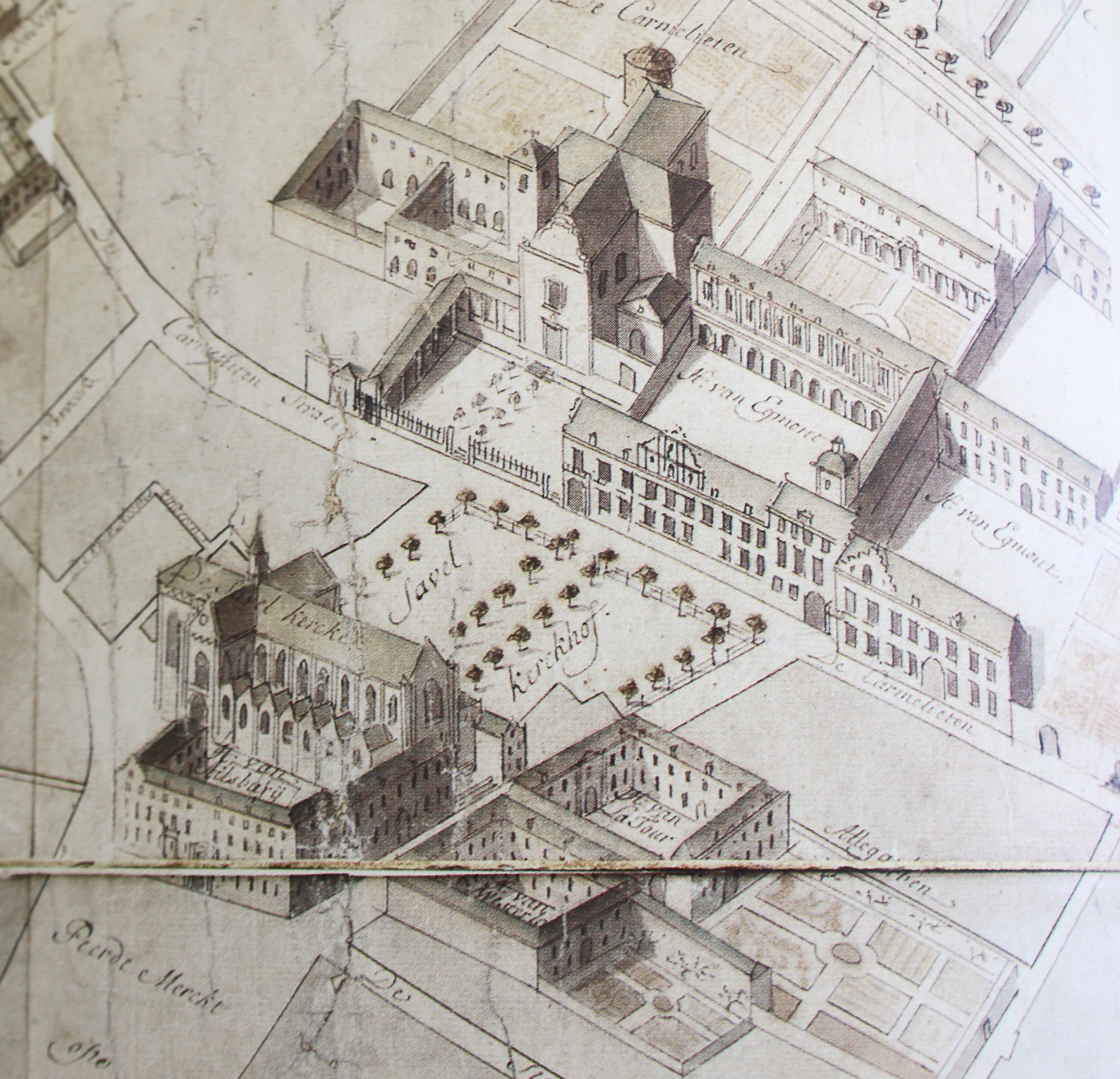
Het Egmontpaleis ('Hof van Egmont') rond 1750, naast de Ongeschoeide Karmelieten en bij de Zavelkerk.

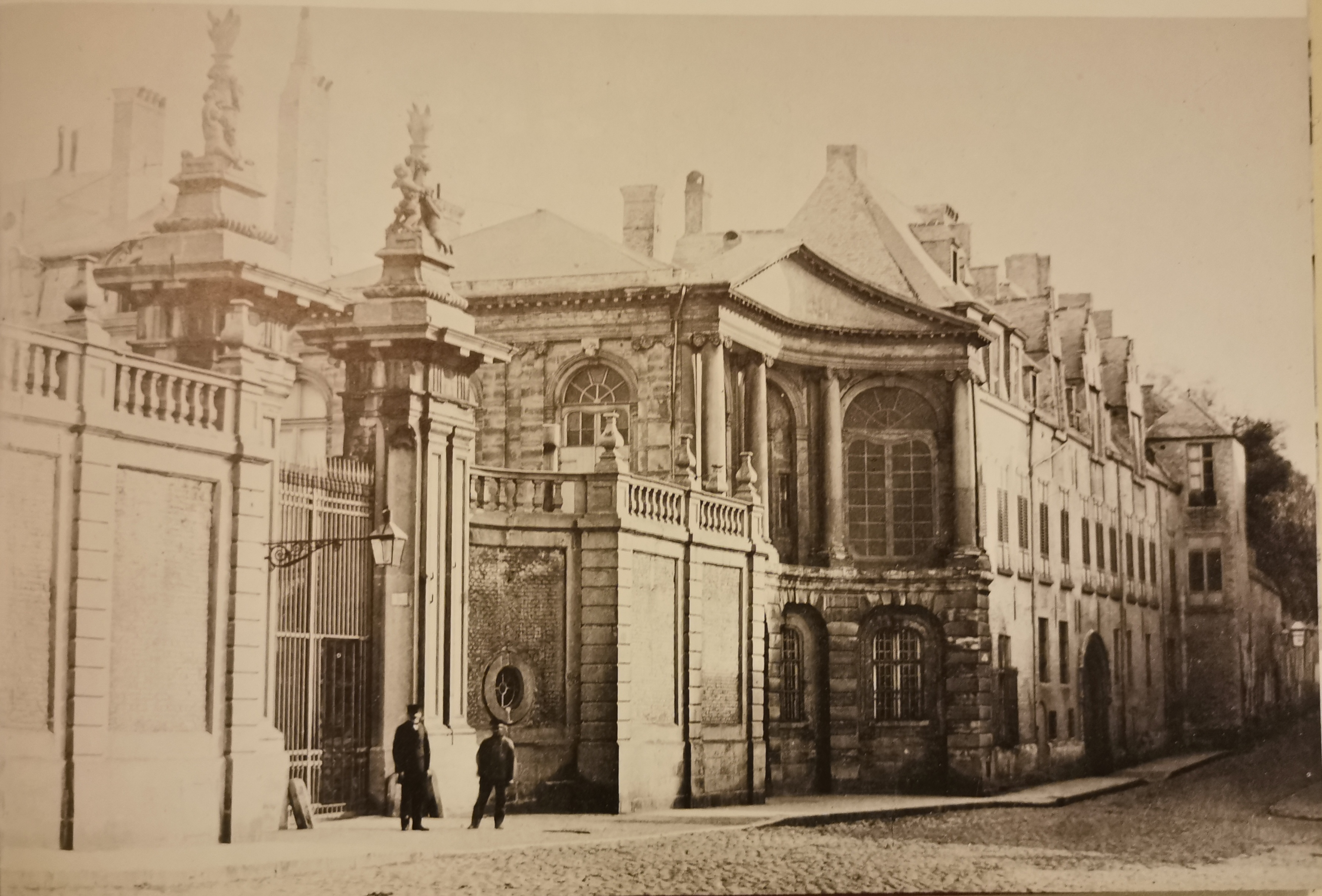
Het oudste deel van het Egmontpaleis (rechts) vóór de brand van 1892

Het Egmontpaleis (Frans: Palais d'Egmont) is een stadspaleis gelegen aan de Wolstraat in Brussel. Het werd vanaf 1560 opgetrokken door Francisca van Luxemburg en haar zoon Lamoraal van Egmont en heeft in de loop der tijden talrijke verbouwingen gekend.
Zoals het Egmontpaleis er in het begin van de 21ste eeuw bijligt, heeft het al een lange geschiedenis en ingrijpende verbouwingen achter de rug. Enkel de gevels van de oostelijke vleugel in Italiaanse renaissancestijl zijn bewaard gebleven. De andere vleugels zijn het voortbrengsel van ingrijpende verbouwingen, onder meer na de grote brand van 1891.
Oorspronkelijk was het paleis het stadsverblijf van de Egmonts, vervolgens van de Arenbergs. Het paleis werd na de Eerste Wereldoorlog eigendom van de stad Brussel. Het onderging een verregaande opknapbeurt nadat de Belgische staat het in 1964 had gekocht na een lange periode van verval en vernieling. In recentere tijden is er het ministerie van Buitenlandse Zaken ondergebracht.

## Geschiedenis
In 1532 verwierf de prinses van Gavere Francisca van Luxemburg gronden tussen de Wolstraat en de Grotehertstraat op het hoogste deel van de Zavel. Ze liet daar twee woningen bouwen (in gotische en renaissancestijl) die het kleine Egmontpaleis (of Paleis van Luxemburg) en het grote Egmontpaleis werden genoemd. Het grote Egmontpaleis was bedoeld voor Francisca's zoon Lamoraal van Egmont, die de bouwwerken voortzette vanaf 1560 en in 1564 een prachtig steekspel gaf op het plein dat zich voor zijn woning uitstrekte, de huidige Kleine Zavel. Het hotel, opgevat in Vlaamse stijl met Renaissancetrekken, werd het Kleine Egmont- of Luxemburghotel genoemd.
In 1738 kocht Leopold Filips van Arenberg het kleine hof van Egmont en in 1752 het grote hof van zijn schoonbroer Procopo Pignatelli. Leopold Filips was immers getrouwd met Marie-Françoise Pignatelli (dochter van Maria Clara van Egmont en kleindochter van Lodewijk Filips van Egmont uit het Huis Egmont). Het hof werd gedeeltelijk vervangen door een bouw in klassieke stijl, die Leopold Filips van Arenberg in 1753 liet optrekken; naar wordt aangenomen naar de plannen van Giovanni Niccolò Servandoni. Uit de tijd van deze verbouwing stamt de rechtervleugel en de vleugel die de achterkant van de binnenplaats inneemt.
De linkervleugel, gebouwd naar ontwerp van architect Suys in 1835, bevindt zich waar voorheen de Ongeschoeide Karmelietenkerk stond en daarvoor het Hof van Culemborg. Door een brand werd de rechtervleugel in 1892 in de as gelegd, met inbegrip van het oudste, gotische gedeelte dat tot dan bewaard was gebleven aan de ingang van de Wolstraat. De heropbouw gebeurde door architect Octave Flanneau, die ook de westelijke gevel verwezenlijkte (1906/10).
Het Egmontpaleis verkreeg zijn huidige omvang in de loop van de 19e eeuw na toevoeging van verschillende percelen en na omvangrijke uitbreidingswerken door de architecten Gh. Henry (Franse wijk), A. Cousin (boekerij en balzaal van de oostelijke vleugel) en T.F. Suys (stallen, manege, Hof van de Everzwijn en noordelijke vleugel). Het park werd in 1901/02] onder toezicht van E. Galoppin heraangelegd. Het paleis is opgevat in klassieke stijl. De gevel is versierd met pilasters en Ionische zuilen met borstwering.
Op 31 oktober 1918, naar het einde van de Eerste Wereldoorlog, verkocht Engelbert Marie van Arenberg zijn paleis aan de stad Brussel, uit vrees dat het anders zou worden geconfisqueerd. De met de vijand geassocieerde naam Arenberg verdween om weer plaats te maken voor een oudere benaming, Egmontpaleis. Er vonden grote conferenties plaats, zoals de oprichting van de Liga tegen Imperialisme en Koloniale Onderdrukking in 1927. De stad Brussel, die moeite had met het onderhoud en twee branden meemaakte, verkocht het gebouw in 1964 aan de Belgische staat. Sindsdien doet het dienst voor diplomatieke bijeenkomsten. In 1972 werd hier het Toetredingsverdrag ondertekend van Denemarken, Ierland, Noorwegen en het Verenigd Koninkrijk tot de Europese Gemeenschappen. In 1977 ondertekende de regering-Tindemans IV in het paleis het Egmontpact over de Belgische staatshervorming.
Het Egmontpaleis is vandaag een ontvangst- en receptieruimte voor het ministerie van Buitenlandse Zaken en de plaats waar buitenlandse hoogwaardigheidsbekleders worden ontvangen wanneer zij het land bezoeken.
Het park van het paleis is in 2001 gerenoveerd. De voormalige Oranjerie werd een eethuis. Na afloop werd het paleis in 2002 beschermd.

## Beschrijving van het gebouw
De binneninrichting heet opmerkelijk te zijn. Naast prachtige ontvangkamers met fraaie zolderingen in stucwerk of met houten wandbetimmering, bevat het Egmontpaleis onder meer:
- een bijzondere eretrap, in 1906/10 gebouwd naar het model van de in de 18e eeuw afgebroken ambassadeurstrap van het kasteel van Versailles; 12 soorten marmer, een gewelfde zoldering, opgesmukt met stuc en een trompe-l'oeil, geschilderd door Léon-Charles Cardon, Brusselse wandtapijten van de 17e eeuw in de zuidelijke vleugel;
- een Pompejaanse badkamer met wit en roos Numidisch marmer, in de oorspronkelijke staat hersteld (westelijke vleugel)
- de boekerij, ingericht in 1822-1825 in Directoirestijl: de oorspronkelijke gerestaureerde wandbetimmering, vier glazen beschilderde panelen van Sophie Frémiet (de vrouw van beeldhouwer François Rude), die zinnebeeldige figuren voorstellen, verwijzend naar de inhoud van de boeken (oostelijke vleugel)
- een spiegelgalerij die de gehele lengte van de gevel in beslag neemt: witte wandbetimmering in Régencestijl (1971) en parket uit de jaren 30 (oostelijke vleugel)
- een plaasteren kopie van de Paradijspoort van Ghiberti, timmerwerk en eerste verdieping in de oorspronkelijke staat (noordelijke vleugel)

## Waardering
Vanuit architectonisch oogpunt vertoont het gebouw verschillende stijlen (renaissance, neoclassicisme ...) van sinds de zestiende eeuw. Beroemde bouwmeesters zoals Giovanni Niccolò Servandoni, architect van de Sint-Sulpitiuskerk in Parijs, Tieleman Franciscus Suys, hofarchitect van het huis Oranje-Nassau, of Octave Flanneau, betrokken bij de aanleg van het Palais-Royal, hebben over belangrijke bouwfasen toezicht gehouden.
Het bouwwerk is niet minder belangrijk vanuit een geschiedkundige en beleidsmatige invalshoek, aangezien het altijd al een zenuwpunt van diplomatieke ontwikkelingen in Brussel was. Het ontvangt vandaag nog steeds buitenlandse hoogwaardigheidsbekleders en Belgische politici in zijn rijk uitgeruste salons. Tot de roem van het Egmontpaleis als een uniek beschermd geheel, hebben ook de rijkelijke versiering, de prachtige verzameling antiek, de wandtapijten en schilderijen en enkele opmerkelijke archeologische overblijfselen zoals de keldergewelven bijgedragen.
Opmerkelijke personen verbleven in het Arenbergpaleis, zoals koningin Christina I van Zweden (in 1655), koning Lodewijk XV van Frankrijk, markies de Prié, tsaar Peter de Grote, de familie Thurn und Taxis, kardinaal Antoine Perrenot de Granvelle, de graaf van Harrach, maarschalk Étienne Maurice Gérard, Jean-Baptiste Rousseau en Voltaire.
Het Egmontpaleis vervult ook een sociale functie, sinds de opening in oktober 2001 van een kinderdagverblijf in de oude stallen aan de achterkant van het gebouw.